# Grand Hotel, Halmstad
Grand Hotel är ett svenskt hotell i Halmstad, som öppnade 1905.
Grand Hotel ligger snett emot Halmstads centralstation vid Stationsgatan i Östra förstaden. Den första järnvägen kom till Halmstad 1877 och invigningen av Östra förstaden firades 1887.
Grand Hotel var den tredje hotelletableringen i området efter Hotell Arvidsson (senare känt som Nykterhetshotellet) och Hotell Metropol. 
Huset byggdes av byggmästare August Winberg - far till arkitekten Gustaf Winberg - för egen räkning. Det var vid invigningen Halmstads pampigaste byggnad. Det hade förbländertegel från Skrombergaverken som fasadtegel och en påkostad inredning, med marmor i trappor och vissa golv, samt parkettgolv och rikligt med takstuckaturer. Armaturer och möbler kom från NK.
De höga byggkostnaderna ledde till en konkurs 1908, varefter fastigheten köptes ut av Svenska Handelsbanken, som uppdrog åt Hotell Mårtenson att svara för driften.
Hotellet förstördes nästan helt i en omfattande brand den 25 januari 1911. Källarmästaren C.F. Söderlund tog därefter över och ledde en omfattande restaurering efter originalritningarna, och hotellet stod klart att användas igen inför Halmstadsutställningen 1912.
Hotellföretaget Room Republic övertog hotellet 2024.